# Вюиттон, Луи (дизайнер)
Луи Вюитто́н (непр. Луи Виттон, фр. Louis Vuitton, 4 августа 1821, Лон-ле-Сонье — 27 февраля 1892, Аньер-сюр-Сен) — французский предприниматель и дизайнер, основатель дома моды Louis Vuitton.

## Ранняя жизнь
Луи Вюиттон родился 4 августа 1821 года в Лон-ле-Сонье в регионе Юра на востоке Франции. Его предки на протяжении многих поколений были столярами, плотниками и фермерами. Фермерством занимались и родители Луи Вюиттона, Ксавье Вюиттон и Коринн Гайяр. Мать Вюиттона умерла, когда ему было всего 10 лет, а вскоре умер и его отец.

## Карьера

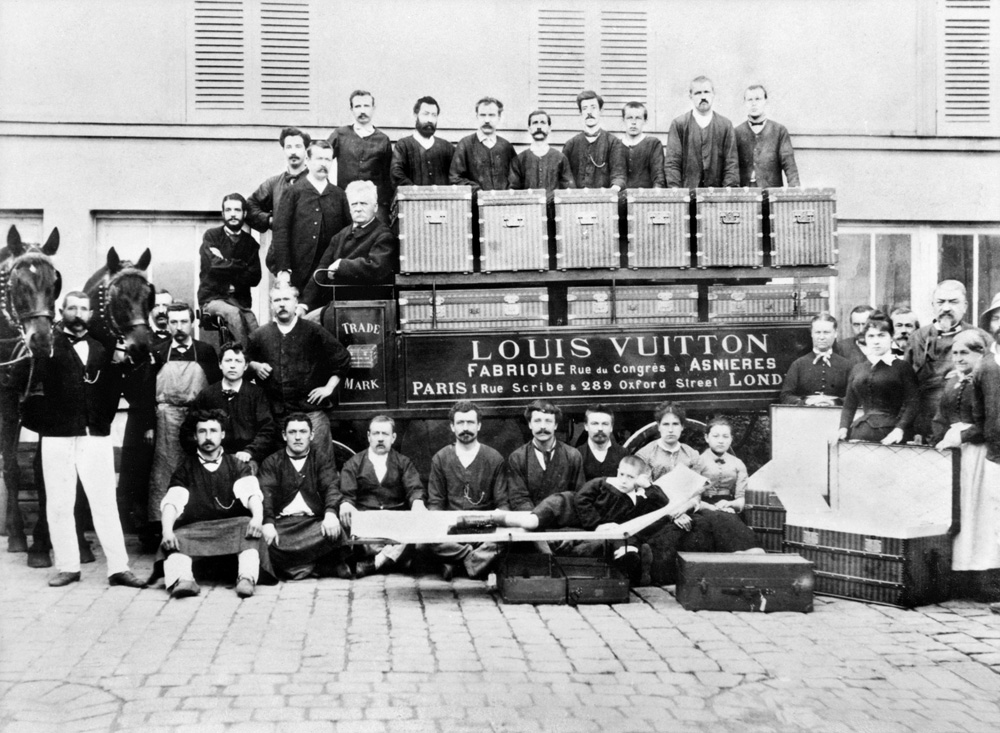
Семья Вюиттон с рабочими в Аньере, 1888 год

В первый погожий весенний день 1835 года 13-летний Вюиттон в одиночестве покинул отчий дом и пешком отправился в Париж. 292-мильный (470-километровый) поход в Париж из родного Лон-ле-Сонье в итоге растянулся надолго. Вюиттон путешествовал более двух лет, занимаясь случайными работами, чтобы прокормить себя по пути, и оставаясь там, где он мог найти укрытие и ночлег. Только в 1837 году, в возрасте 16 лет, Луи Вюиттон наконец-то прибыл в Париж. Там он устроился на работу в мастерскую успешного производителя коробок и упаковок по имени месье Марешаль. В Европе XIX века изготовление коробок и упаковка были весьма респектабельным ремеслом. Изготовители коробок делали все коробки для товаров по индивидуальному заказу.  Вюиттону потребовалось всего несколько лет, чтобы заслужить среди богатых парижан репутацию одного из лучших практиков этого ремесла.
В 1854 году, в возрасте 33 лет, Вюиттон женился на 17-летней Клеменс-Эмили Паррио. Вскоре после свадьбы он покинул магазин Марешаля и открыл свою собственную мастерскую в промышленном пригороде Парижа Аньер-сюр-Сене. Четыре года спустя, в 1858 году, Вюиттон представил свои революционные штабелируемые и водонепроницаемые сундуки прямоугольной формы на рынке, где до этого были представлены только сундуки с закруглёнными крышками. Это была революция в мире складирования и перевозки багажа, которая определила форму дорожных сундуков на следующие 70 лет и стала первым шагом по пути к сегодняшним чемоданам. 
После восстановления во Франции империи и провозглашения императором Наполеона III Вюиттон стал личным поставщиком его августейшей супруги, императрицы Евгении де Монтихо. Именно благодаря протекции императрицы Евгении Луи Вюиттон привлёк внимание множества богатых и знатных клиентов, что обеспечило успех его дальнейшей карьеры. 
В 1871 году в результате Франко-прусской войны мастерская Вюиттона в Аньере оказалась разрушена. Инструменты были украдены, а персонал разбежался. Вюиттон решил начать все сначала и быстро построил новый магазин.
В 1885 году Вюиттон открыл свой первый магазин за пределами Франции. Все более возрастающая популярность производителя чемоданов привела его на Оксфорд-стрит в Лондоне. В 1886 году Луи Вюиттон вместе с сыном Жоржем Вюиттоном (1857–1936) разработали и запатентовали инновационный на тот момент замок, конструкция которого используется до настоящего времени.
Вюиттон-старший продолжал работать до последних дней. Он умер в возрасте 70 лет 27 февраля 1892 года. После смерти отца управление компанией  взял на себя его сын Жорж Вюиттон. 
Компания Louis Vuitton, основанная Луи Вюиттоном, успешно существует до сего дня, значительно расширив ассортимент выпускаемых товаров.